# ザ・サブマリンズ
ザ・サブマリンズ（The Submarines）は、アメリカ合衆国ロサンゼルス出身のインディー・ロック、ポップ・バンド。

## 来歴
2000年、ジョン・ドラゴネッティとブレイク・ハザードは、ボストンでそれぞれソロとして音楽活動をしていた時期に共通の友人の紹介で知り合いバンドを結成。音楽活動のみならず私生活においても交際を始める。しかし、4年後の2004年秋に破局する。破局後、ロサンゼルスに移りそれぞれ創作活動を行っていたが、ブレイク・ハザードがジョン・ドラゴネッティのスタジオでレコーディングを行った際、お互い失恋の悲しみを作詞していることを知り、数曲の共同制作の後に復縁。この時期に制作した曲がファースト・アルバムとなった。
ブレイク・ハザードは作家F・スコット・フィッツジェラルドのひ孫である。

## メディア露出
- 楽曲「You, Me and the Bourgeoisie」と「サブマリン・シンフォニカ (Submarine Symphonika)」は、iPhone 3G及びiPhone 3GSのCM曲としてそれぞれ使用された。

## ディスコグラフィ

### スタジオ・アルバム
- 『ピース・アンド・ヘイト』 - Declare a New State! (2006年、Nettwerk)
- 『ハニーサックル・ウィークス』 - Honeysuckle Weeks (2008年、Nettwerk)
- 『ラブ・ノーツ / レター・ボムズ』 - Love Notes/Letter Bombs (2011年、Nettwerk)

### ライブ・アルバム
- Live Session (2006年、iTunes Exclusive)

### EP
- Remix EP (2006年、Nettwerk)
- Shoelaces EP (2012年、Nettwerk)